# Punx Not Dead
Punx Not Dead (musikkassett) släpptes 1999 av gruppen Looptroop Rockers. Den släpptes även som LP 2006 och som andra press 2015.

## Låtlista
1. Fire
2. Jag Sköt Palme
3. Looptroop Anthem part.2
4. Seven Deadly Sins
5. Wretched of the earth
6. Punx Not Dead
7. Good Vibes (Can I Stick It)
8. Barn Av Vår Tid
9. Mycket Väl Godkänt
10. Root Of All Evil (outro)